# Philippe Pozzo di Borgo
Pour les autres membres de la famille, voir Famille Pozzo di Borgo.
Philippe Pozzo di Borgo, né le 14 février 1951 à Tunis (Tunisie) et mort le 2 juin 2023 à Marrakech (Maroc), est un homme d'affaires français, issu d'une famille de la noblesse corse.
Devenu tétraplégique en 1993, à la suite d'un accident de parapente, il a raconté son expérience et son retour à la vie dans un livre, Le Second Souffle. Son histoire, ainsi que sa relation avec son auxiliaire de vie, Abdel Yasmin Sellou, ont inspiré par la suite le film Intouchables. Ce film a été un succès mondial, se plaçant deuxième au box-office français, et étant également le film français le plus vu hors du pays. Ce succès amènera plusieurs remakes dans différentes langues, dont le film américain The Upside.
En 2010, il fait partie des 16 indivisaires cédant au Gabon l'hôtel particulier de Maisons, dit Pozzo di Borgo, situé 49-51 rue de l'Université dans le 7e arrondissement de Paris pour 74 millions d'euros et dont il retire 4,85 millions à titre personnel.
En 2013, Philippe Pozzo di Borgo devient ambassadeur de l’association Wheeling Around the World créée par Alexandre Bodart Pinto.
En 2015, il devient le parrain de l'association « Soulager mais pas tuer », qui milite contre l'euthanasie.
En 2016, il devient le parrain de l'association UP for Humanness, un réseau international d'acteurs pour un monde plus humain et le président d'honneur de l'Institut pour la recherche sur la moëlle épinière et l'encéphale (IRME).

## Biographie
Philippe Pozzo di Borgo est issu d'une famille de la noblesse corse qui reçut un titre de comte en Russie du tsar Nicolas Ier de Russie en 1826 et fut titrée duc en 1852 par le roi Ferdinand II des Deux-Siciles (ces titres étrangers ne sont toutefois pas reconnus en France). Il est le fils du cinquième duc Pozzo di Borgo et de Jacqueline de Vogüé. Il a épousé Béatrice Roche (1950-1996), fille du préfet Tony-André Roche (1914-1997). Ils ont adopté deux enfants, Laetitia et Robert-Jean.
Son frère aîné est le septième comte Pozzo di Borgo (Russie) et sixième duc Pozzo di Borgo (royaume de Deux-Siciles).
Philippe Pozzo di Borgo est l'ancien dirigeant de la maison de vin de Champagne Pommery. Le 23 juin 1993, il se blesse dans un grave accident de parapente au col des Saisies et perd toute mobilité. La mort de sa femme, le 3 mai 1996, trois ans après son accident, le plonge dans une profonde dépression dont l'aide à se sortir son auxiliaire de vie, Abdel Yasmin Sellou.
Philippe Pozzo di Borgo a publié en 2001 le livre Le Second Souffle, dans lequel il détaille les drames qu'il a subis, puis son retour à la vie et sa redécouverte de l'amour. Il consacre un chapitre de son ouvrage à son auxiliaire de vie, repris de justice au comportement parfois fantaisiste, mais dont la présence lui a été particulièrement précieuse : « Comme dans le film [Intouchables], il a répondu à mon annonce pour continuer à toucher les Assedic, ensuite il s’est dit que l’hôtel particulier du 7e était un coffre-fort facile à dévaliser. En fait il est resté quinze ans ». « Nous étions deux desperados qui cherchaient un moyen de s’en sortir : le riche tétra, fou de douleur d’avoir perdu son épouse, et le jeune caïd qui sort de taule et veut tout faire sauter. Deux gars en marge de la société qui s’appuient l’un sur l’autre ». De son accompagnateur, il écrit : « Il est insupportable, vaniteux, orgueilleux, brutal, inconstant, humain. Sans lui, je serais mort de décomposition. Abdel m'a soigné sans discontinuité comme si j'étais un nourrisson. Attentif au moindre signe, présent pendant mes absences, il m'a délivré quand j'étais prisonnier, protégé quand j'étais faible. Il m'a fait rire quand je craquais. Il est mon diable gardien ».
Philippe Pozzo di Borgo et Abdel Sellou ont été interviewés en janvier 2002 dans l'émission de Mireille Dumas Vie privée, vie publique. Intéressée par leur témoignage et souhaitant aller plus loin, Mireille Dumas produit en 2003 un documentaire sur leur histoire, intitulé À la vie, à la mort,.
Ce documentaire a inspiré le film Intouchables sorti en 2011,, dans lequel François Cluzet interprète le rôle de Philippe Pozzo di Borgo. Ce dernier a fait l'objet d'une émission sur France 2 diffusée le 22 novembre 2011. La même année, Le Second Souffle est réédité, augmenté d'un deuxième livre presque entièrement consacré à Abdel Sellou et intitulé Le Diable gardien.
En mars 2012, il écrit la préface du livre d'Abdel Sellou Tu as changé ma vie… aux Éditions Michel Lafon.
De chair et d'âme, un film de Raphaëlle Aellig Régnier diffusé par la Société suisse de radiodiffusion et télévision et Arte, met en présence Philippe Pozzo di Borgo et le philosophe Alexandre Jollien.
Le 24 février 2014, il prend part au débat sur la fin de vie et l'euthanasie, et exprime ses réserves sur une « loi définitive » lors d'une interview sur RTL.
Philippe Pozzo di Borgo s'est remarié et a eu deux autres enfants. Il vécut finalement entre la France et la région d'Essaouira au Maroc, où il choisit d'installer sa résidence principale.
Abdel Sellou participe à la saison 2014 de Secret Story, sous le secret « L'histoire de ma vie a fait près de 20 millions d'entrées au box-office ».
Au printemps 2015, Philippe Pozzo di Borgo publie un nouveau livre inspiré des dernières années et de ses récentes hospitalisations : dans Toi et moi, j'y crois (éditions Bayard), l’auteur revisite ses différents « Moi » forgés au fil des événements de sa vie. Il explore aussi le lien à l’autre et les conditions d’une véritable rencontre avec tous les « Toi » de la vie, des plus proches aux plus éloignés, sans jamais oublier les personnes les plus fragiles.
Il meurt à l'âge de 72 ans le 2 juin 2023 à Marrakech. Ses obsèques sont célébrées dans l'après-midi du 12 juin en l'église Saint-Pierre-aux-Liens d'Alata (Corse-du-Sud), où il est inhumé.

## Décorations
- Chevalier de la Légion d'honneur (décret du 13 juillet 2012)[24]
- German Paralympic Media Award (de) (2012)

## Publications
- Le Second Souffle, Bayard éditions, 2001 (nouvelle édition augmentée, 2011)  (ISBN 2227139420) (OCLC 468726174)
- Tous intouchables (coécrit avec Jean Vanier et Laurent de Cherisey), Bayard Culture, 2012[25]
- Toi et moi, j'y crois[26], Bayard éditions, 2015.
- Le Promeneur immobile, Albin Michel, 2022[27]